# St. Johannes Baptist (Milte)

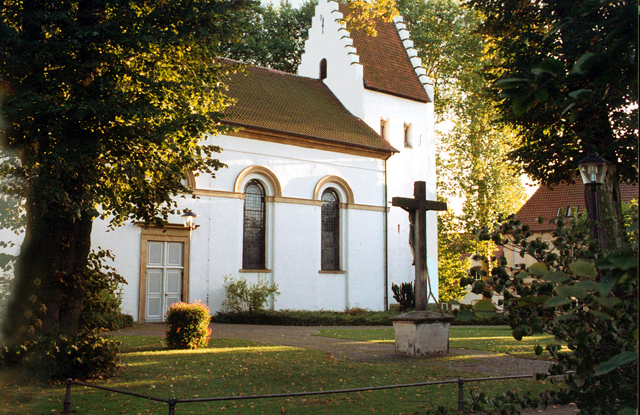
Kirche St. Johannes Baptist Milte

St. Johannes Baptist ist eine römisch-katholische Pfarrkirche in Milte. Sie ist Filialkirche der Gemeinde St. Bartholomäus und Johannes d.T., deren Hauptkirche St. Bartholomäus in Einen ist. Kirche und Gemeinde gehören zum Dekanat Warendorf im Bistum Münster.

## Baugeschichte
Eine erste Kirche oder Kapelle wird in Milte wohl schon im frühen 13. Jahrhundert gestanden haben. In einer Aufstellung der Pfarrer wird bereits ein gewisser „Gerhardus“ aufgeführt, der 1227 als Pastor von Milte amtierte. Gleichzeitig stammt der noch heute stehende romanische Kirchturm vermutlich aus der Zeit um 1200. Das schlichte, kräftige Bauwerk in Bruchstein, mittlerweile weiß verputzt, wird lediglich durch ein Portal im Westen und einige Licht- und Schallöffnungen (z. T. gekuppelte Fenster) in den oberen Geschossen belebt. Die neunstufigen Treppengiebel an der Ost- und Westseite sind vermutlich in spätgotischer Zeit aufgesetzt worden. Eine erste urkundliche Erwähnung einer Milter Kirche und Pfarre stammt aus dem Jahr 1256. Darin übertrug der Bischof Otto II. von Münster dem Kloster Vinnenberg das Patronat über die Pfarrkirche in Milte.
Über Form und Aussehen des ersten Kirchbaus in Milte sind keine Überlieferungen erhalten. Dagegen ist recht genau bekannt, wie der Vorgängerbau der heutigen Kirche ausgesehen hat. In einer Urkunde, die vom Milter Pfarrer Eickholt zu Baubeginn der neuen Kirche 1829 gefertigt und in den Grundstein des Neubaus eingelassen wurde, findet man eindeutige Anhaltspunkte. Der Pfarrer beschreibt die Dorfkirche darin als niedrigen Raum mit mehreren Ausbauten und kleinen Fenstern, die den Raum aus tagsüber nicht erhellten. Eickholt datierte den Vorgängerbau auf das Ende des 14. Jahrhunderts.

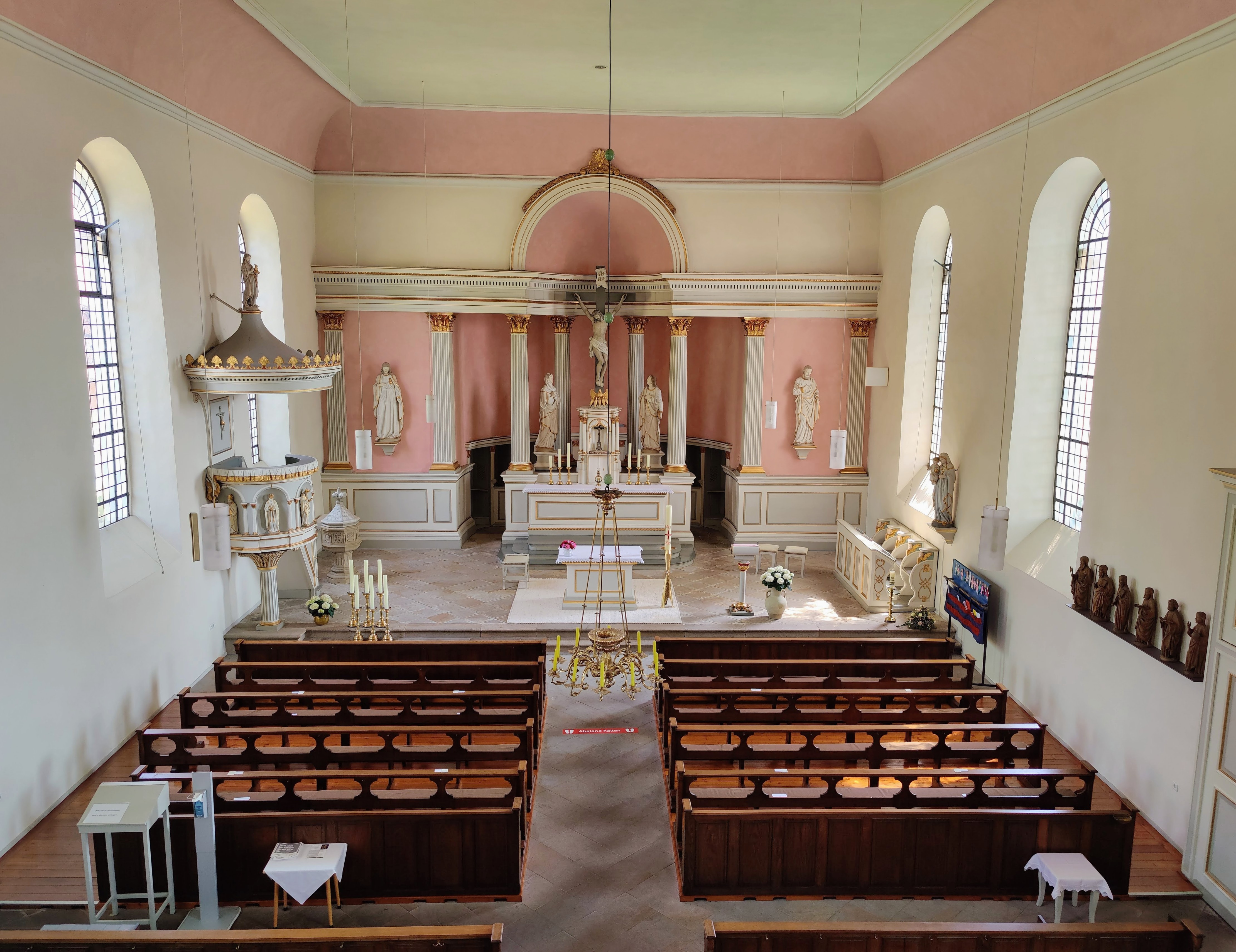
Innenraum

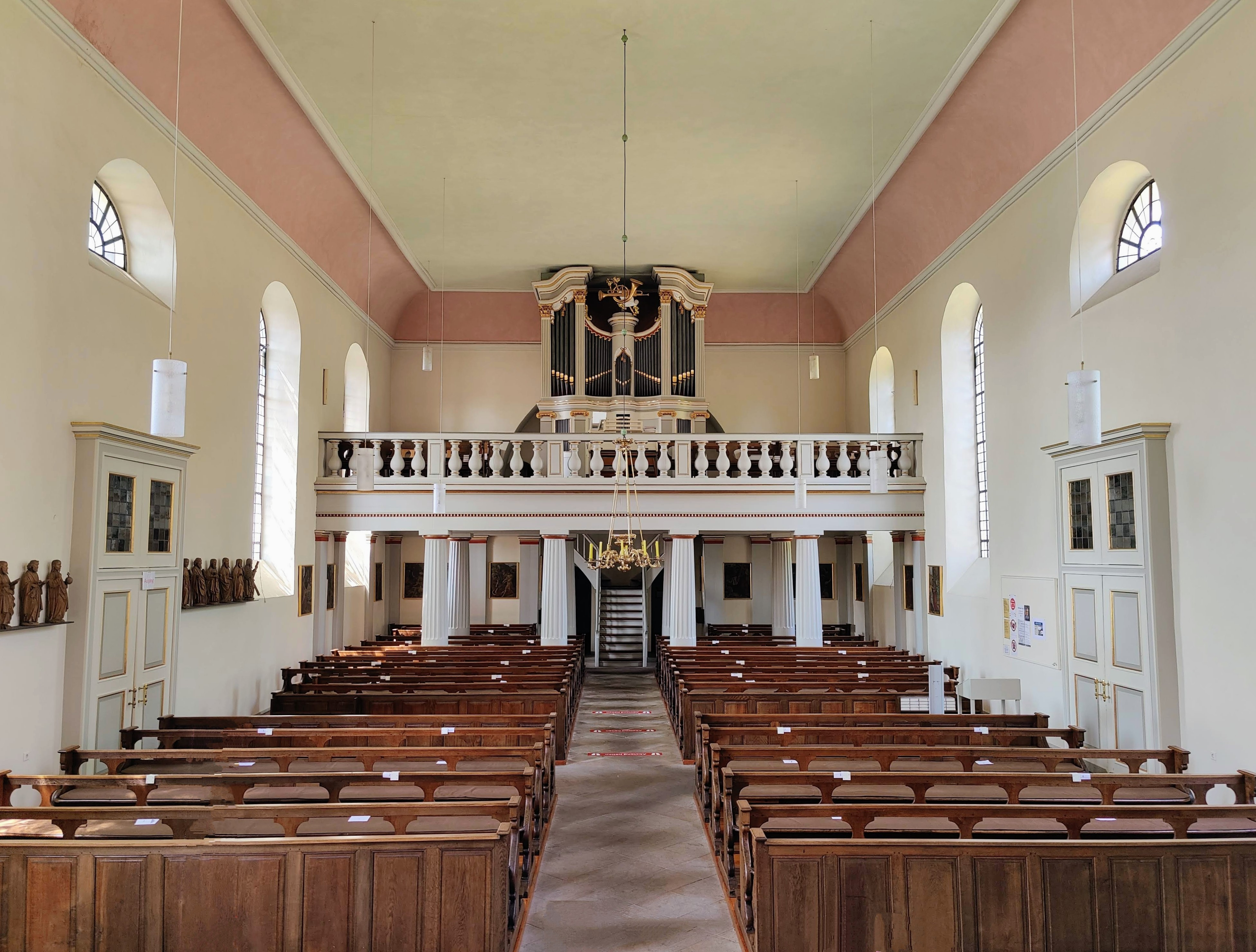
Blick zur Orgel

Bereits im März 1823 wurde bei einem Sturm ein großer Teil des Kirchendaches abgedeckt, woraufhin eine notdürftige Instandsetzung erfolgte. Im Mai 1826 stürzten über dem Chor Teile des Gewölbes herunter, und die daraufhin sichtbaren Beschädigungen an der Wand ließen den Landrat die Kirche schließen. Der Gottesdienst fand provisorisch in der Schule statt. In mehreren Schreiben zwischen 1824 und 1829 bat die Milter Gemeinde den preußischen König Friedrich Wilhelm IV., der das Kirchenpatronat innehatte, um einen Neubau der Milter Kirche, der schließlich bewilligt wurde. Zur Ausführung kam ein Plan, der bereits 1825 durch den münsterschen Bauinspektor Friedrich Wilhelm Müser (1780 – nach 1830) erarbeitet worden war.
Mit dem Abbruch der alten Kirche begann man Anfang April 1829. Anderthalb Jahre später am 6. Oktober 1830 wurde die neue Kirche in Anwesenheit des Bischofs Caspar Maximilian Freiherr Droste zu Vischering eingeweiht.

## Architektur und Ausstattung
Der von Friedrich Wilhelm Müser entworfene Bau ist in seiner Grundkonzeption ein satteldachgedeckter Saalbau mit einem eingezogenen Anbau im Westen, der den hinteren Chorraum und die Sakristei beherbergt. Die Milter Pfarrkirche ist, wie sich sowohl im Inneren, als auch an der Außenfassade erkennen lässt, ein Werk der Epoche des Klassizismus. Gerade in der Milter Kirche wurden die dem Klassizismus typischen Formen des antiken Baustils ohne große Verzerrungen übernommen.
Hauptmerkmale in der Gestaltung der Fassade sind jeweils vier lang gezogene Rundbogenfenster und dazwischen ein halbrundes Bogenfenster, die optisch mit einem Sandsteingurtsims verbunden sind. Unter dem kleinen halbrunden Fenster in der Mitte der seitlichen Wände befindet sich jeweils ein Portal das ebenfalls sandsteingefasst ist und ein kräftiges Gebälk trägt. Die Rundbogenfenster sind umschlossen von bis zum Sockel heruntergezogenen Blendnischen. Diese Gliederung wird ebenfalls beim Chorraum wieder aufgegriffen und lässt den Eindruck entstehen, es handle sich um zwei geometrisch exakte Kuben, die zu einem Baukörper zusammengesetzt sind.
Der Innenraum des Baus, in den eine Flachdecke eingebaut wurde, wird vor allem durch die Gestaltung der Altarwand und die Orgelempore im Westen bestimmt. Diese wird von zwei Reihen Säulen getragen, dessen Schaft Kanneluren tragen. Der obere Abschluss der Säulen folgt der schlichten dorischen Säule. Die Empore trägt die kurz nach Fertigstellung der Kirche in Auftrag gegebene Orgel von Franz Henrich Pohlmann aus Warendorf.

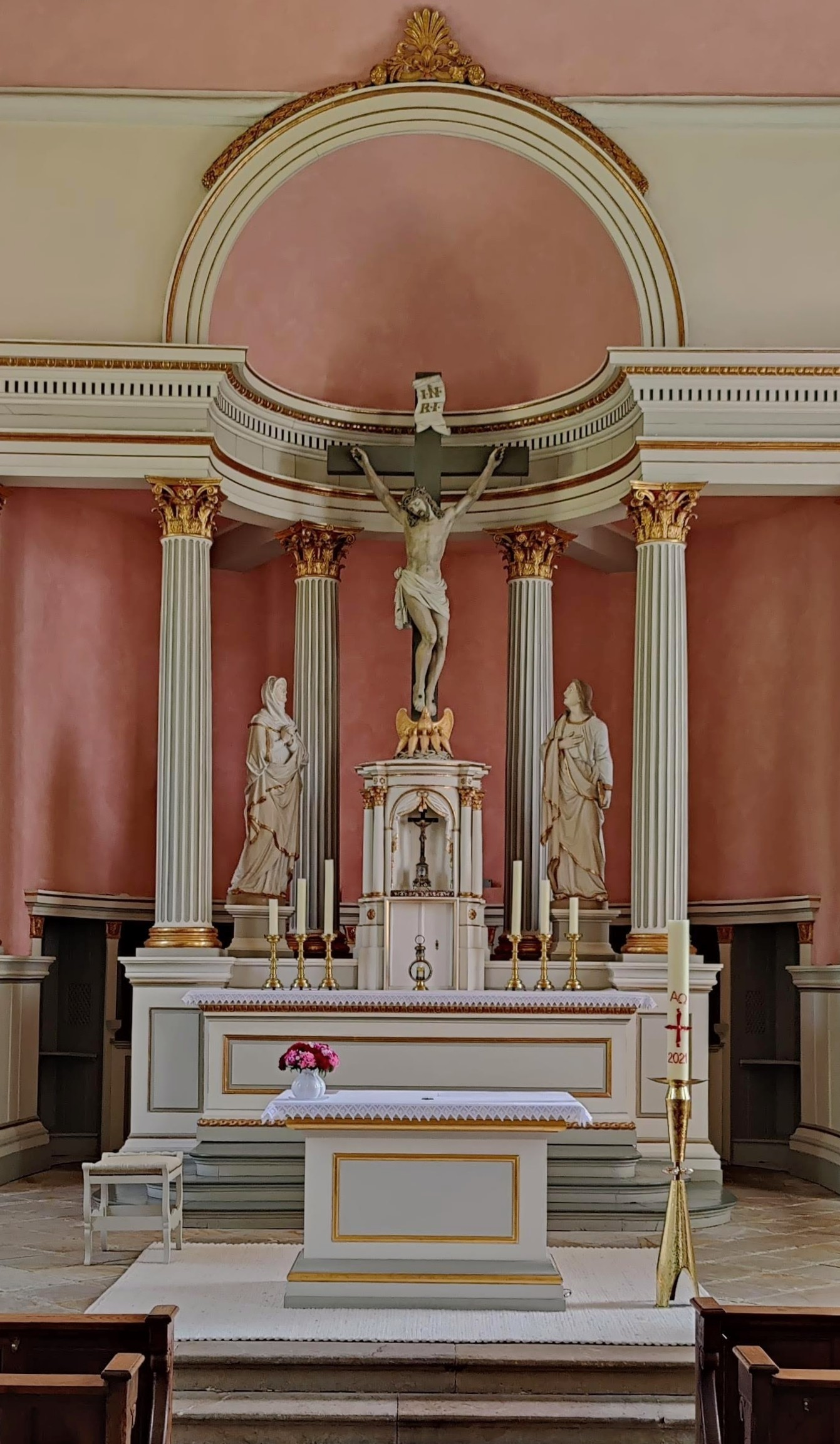
Hochaltar

Die Gestaltung der Altarwand wird bestimmt durch den eingezogenen Chor mit Umgang und freistehendem Hochaltar. Verbunden wird der Hochaltar mit den seitlichen Wandabschnitten des Langhauses durch einen mächtigen Architrav. Dieser wird an den seitlichen Wänden durch kannelierte Pilaster und am halbrunden Altar von Säulen mit korinthischem Kapitell gehalten. In der Mitte der Wand über dem Altar öffnet sich der Raum mit einer halbrunden Kuppel. Wie alte Fotoaufnahmen (um 1928) bezeugen, war die Altarwand in früherer Zeit bemalt. Besonders die Wandfläche über dem Architravgebälk, die Halbkuppel und die breite Hohlkehle, die den Übergang der Wand zur Decke bildet, waren mit szenischen und dekorativen Gemälden geschmückt. Allerdings müssen diese Bemalungen bereits bis 1935 übertüncht worden sei, da sich auf Fotos aus dieser Zeit die Altarwand schlicht gibt.
Als Skulpturenschmuck an den seitlichen Ostwänden finden sich eine überlebensgroße Darstellung des Herz Jesu, auf der anderen Seite ein Joseph. An der Südwand auf Höhe der Treppenstufen zum erhöhten Altarraum steht auf einem Wandsockel eine Marienfigur mit segnendem Jesuskind.
Das Kreuz über dem Hochaltar der Milter Kirche ist eine Nachbildung eines von Theodor Wilhelm Achtermann geschaffenen Originals in Berlin.
1834 fertigte dieser für den Friedhof der St. Hedwigs-Gemeinde (Sankt-Hedwigs-Kathedrale im heutigen Berlin-Mitte) ein Kreuz an. 1835 wurde die Holzfassung der Milter Kirche gefertigt. Sie gelangte 1836 nach Milte. Einer Anekdote nach, die im Milter Heimatbuch beschrieben ist, soll Wilhelm Achtermann bei seiner Reise nach Berlin 1829 durch Milte gekommen sein. Dort sah er die sich im Bau befindliche Kirche und versprach, eine Kreuzigungsgruppe für die neue Kirche zu stiften, falls er es in Berlin zu etwas bringen sollte. Dieses Versprechen löste er, wie beschrieben, 1835 ein. Die beiden Christus flankierenden Figuren Maria und Johannes stammen aus der Mitte des 19. Jahrhunderts und sind von einem unbekannten Künstler geschaffen worden.
Nicht zur originalen Ausstattung gehört eine Gruppe von zwölf Apostelfiguren (inklusive einer Christusfigur), die zu je sechs Werken aufgeteilt, auf Wandsockeln an den Langhauswänden stehen. Die vollplastischen Holzfiguren stammen aus dem 15. Jahrhundert, sind aber erst seit etwa 1928 in der Milter Pfarrkirche nachweisbar.

### Kanzel

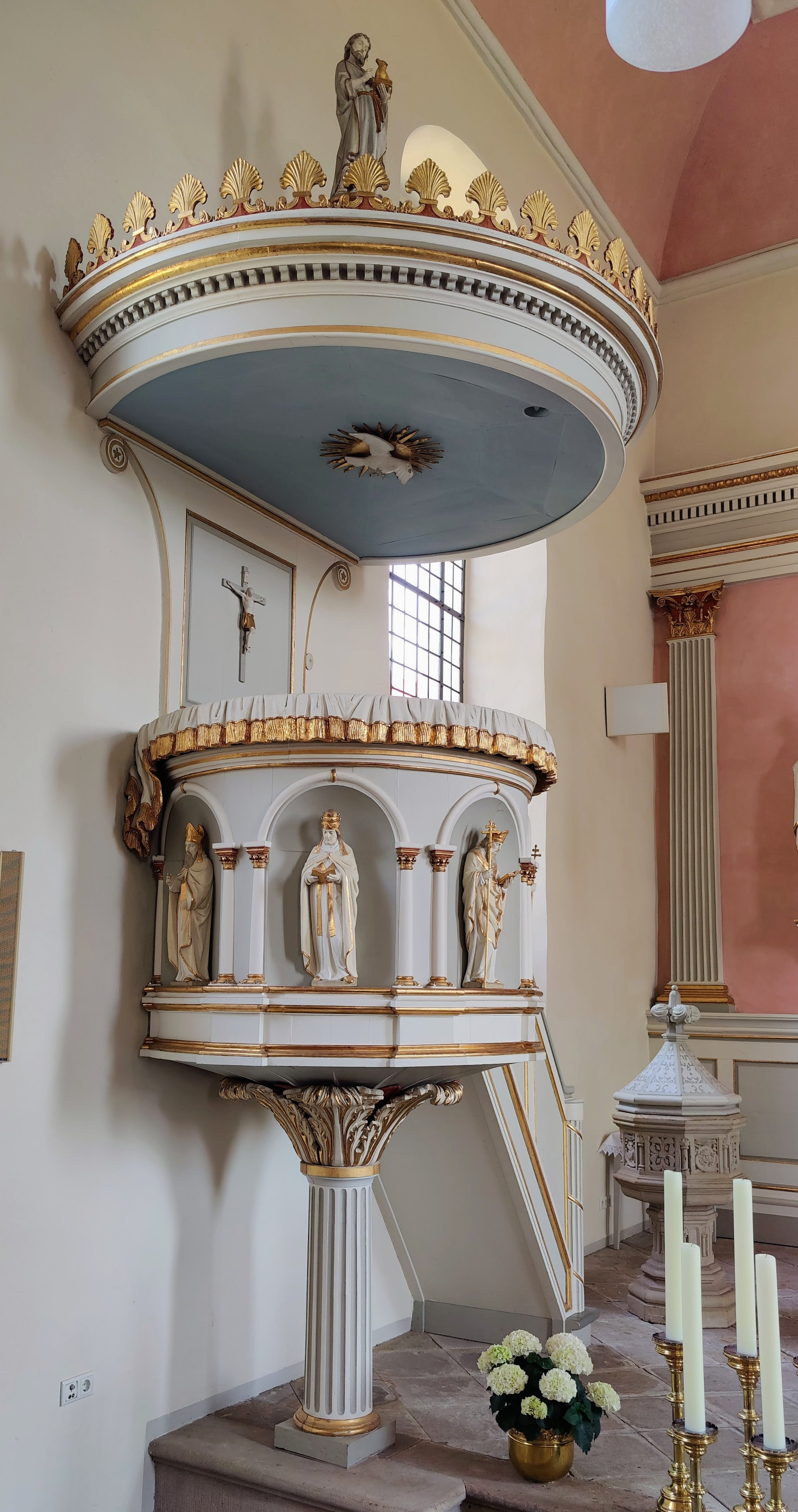
Kanzel

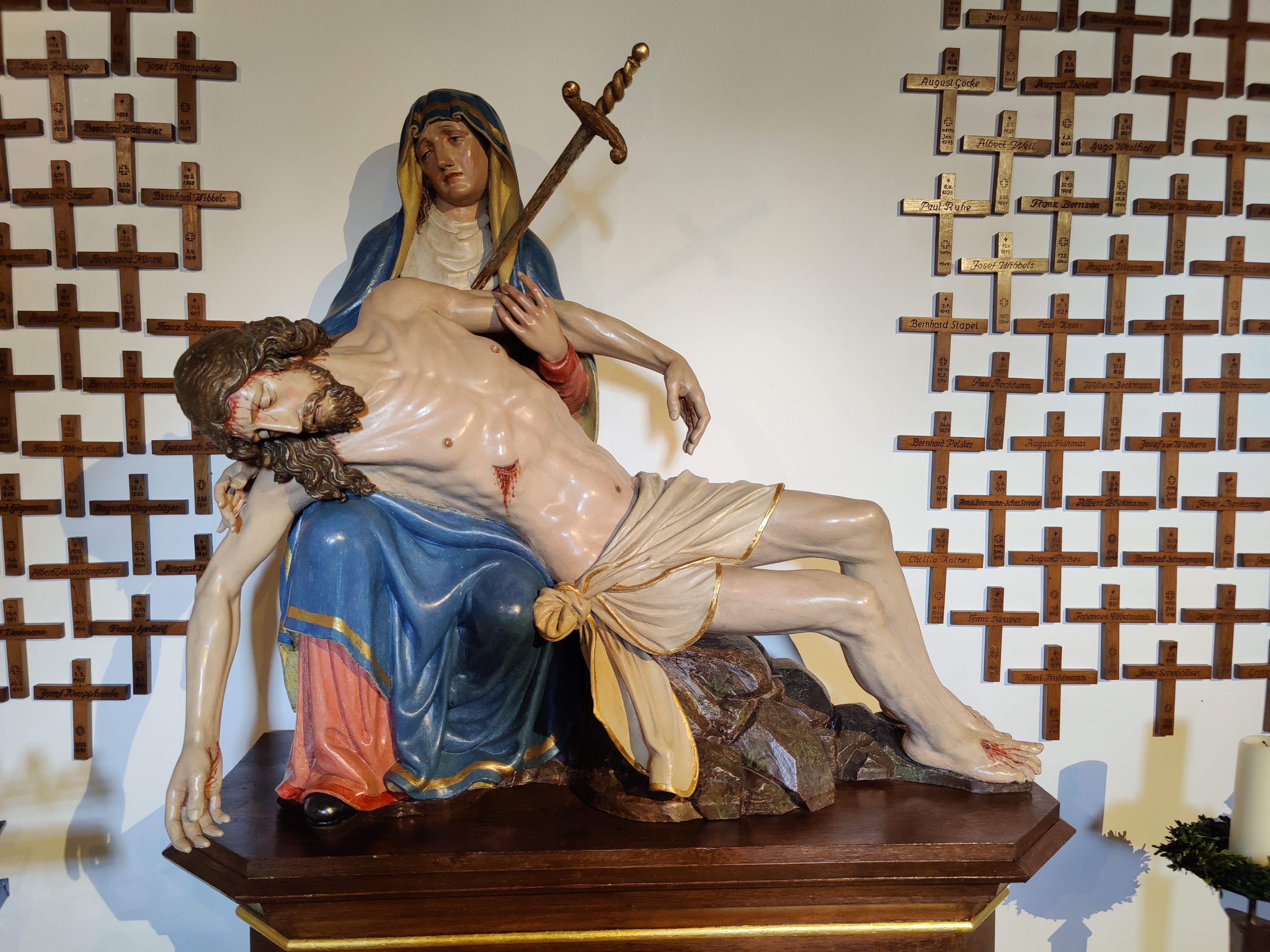
Pietà im Turm

Die Predigtkanzel der Milter Kirche wurde einige Jahre nach 1830 gefertigt und ist in ihrer Anlage nicht so getreu der Formensprache der Antike und Renaissance verpflichtet. Aus einer kannelierten Säule ragen vier Akanthusblätter hervor, die wiederum den runden, einen Dreiviertelbogen beschreibenden Kanzelkorb, tragen. Am oberen Lauf ist zur Dekoration Schnitzwerk angebracht, das den Anschein eines sich in Falten werfenden Tuches macht. An der nördlichen Kirchenwand angelehnt – mit Blick zur Altarwand – befindet sich die Kanzeltreppe. In vier von kleinen korinthischen Säulen umsäumten Rundbogennischen stehen Heiligenfiguren: Papst Gregor der Große, Hl. Ambrosius, Hl. Augustinus und Hl. Hieronymus. Über der Kanzel hängt der mächtige Schalldeckel, in dessen Innerem eine goldene von Strahlen umkränzte Taube sitzt. Bekrönt wird der Deckel durch die klassizistisch gefasste, spätmittelalterliche Skulptur des Kirchenpatrons Johannes der Täufer, gefertigt vom Münsteraner Bildhauer Evert van Roden. Die Figur ist die einzige Darstellung des Namenspatrons Hl. Johannes der Täufer in der Milter Kirche.
An der Nordwand im Kirchturmraum steht auf einem Sockel, umrahmt von den Kreuzen der Gefallenen des Zweiten Weltkrieges eine Figurengruppe aus Holz, die eine Pietà darstellt. Das lebensgroße Vesperbild aus dem Ende des 18. Jahrhunderts ist aus Lindenholz gefertigt. Die Figuren sind farbig gefasst und wurden Anfang 2005 restauriert. Die Herkunft dieser Figurengruppe lässt sich gut zuordnen. 1850 übergab das Domkapitel von Münster der Milter Gemeinde diese ehemalige Pietà des St.-Paulus-Domes, als die Kathedralkirche eine neue Pietà empfing. Dieses neue Marmorbild des Domes war von Wilhelm Achtermann gefertigt worden. Möglicherweise ist es auch seiner persönlichen Beziehung zu Milte zu verdanken, dass die Holzpietà nach Milte kam.

## Historische Pfarrbibliothek
Eine Sammlung von Büchern ehemaliger Milter Pfarrer wurde Anfang der 90er Jahre in der Milter Kirche wiederentdeckt. Die Bände konnten durch die Arbeitsstelle „Historische Bestände in Westfalen“ der Universitäts- und Landesbibliothek in Münster katalogisiert werden. Es handelt sich um eine Sammlung von ca. 650 Druckschriften, die hauptsächlich in der Zeit vor 1800 entstanden sind. Ein großer Teil ist restauriert worden und konnte im September 1995 der Pfarrgemeinde Milte übergeben werden. Der Raum über der Sakristei wurde als Bibliotheksraum für die historische Sammlung eingerichtet und beherbergt sie seitdem. Durch einen Zettelkatalog vor Ort erschließt sich die Bibliothek. Gleichzeitig fand aber auch eine digitale Datenaufnahme statt. Dieser Katalog steht Forschern online über den Katalog der Nordrhein-Westfälischen Hochschulbibliotheken zur Verfügung.
Die Literatur der Sammlung zeichnet sich durch ein breites inhaltliches Spektrum aus. Neben theologischen Schriften finden sich auch Werke zu Geschichte, Philosophie und vereinzelt auch zu klassischer Sprach- und Literaturwissenschaft und Volkskunde. Als besonders herausragendes Stück kann ein wertvoller Druck des „Missale Monasteriensis“ gelten, ein liturgisches Werk, das 1632 von der berühmten Antwerpener Druckerei Platin gefertigt wurde und zu den drucktechnisch hervorragendsten Werken des 17. Jahrhunderts zählt.
Ein besonderes Fundstück in der Sammlung ist der Einband eines „Confessionum Flores“ des Hl. Augustinus. Als Einband dient der Druckschrift eine alte Pergament-Handschrift aus der ersten Hälfte des 9. Jahrhunderts aus dem westdeutschen Raum, in karolingischer Minuskelschrift verfasst. Das Fragment des Bucheinbandes war Teil eines Epistolariums. Auszumachen sind Teile der Lesungen zum Fest des Hl. Johannes des Evangelisten (28. Dezember) und für das Fest der unschuldigen Kinder (29. Dezember).